# Брехня сплячої собаки (Доктор Хаус)
«Брехня сплячої собаки» (англ. Sleeping Dogs Lie)  — вісімнадцята серія другого сезону американського телесеріалу «Доктор Хаус». Прем'єра епізоду проходила на каналі FOX 18 квітня 2006. Доктор Хаус і його команда мають врятувати Ханну, молоду дівчину-лесбійку.

## Сюжет
Ханну мучить безсоння уже десять днів. О третій годині ночі вона вирішує випити склянку вина. Вранці її дівчина Макс знаходить її у ванній кімнаті. Ханна билась головою об стінку, в руках у неї була пляшечка зі снодійним. В лікарні Кемерон і Форман сперечаються через статтю. Вони написала про одного й того ж пацієнта, але Кемерон думає, що Форман просто вкрав її статтю. Команда погоджується, що у Ханни може бути хвороба зорового нерва. Кемерон робить тест, але він виявляється негативним. Також вона помічає, що насправді Ханна спить 10-20 секунд, а потім прокидається і не пам'ятає, що засинала. Дівчині зробили багато аналізів і тестів, але кожен з них не допоміг у розв'язуванні справи. Хаус хочу, щоб у пацієнтки виник стрес, після якого, можливо, можна буде щось побачити.
Форман має ввести препарат який позбавить Ханну будь-якого сну. Проте перед введенням у неї починається ректальна кровотеча. Хаус дає розпорядження зробити колоноскопію, яке має виявити рак товстої кишки або розлад згортання крові. Під час процедури у дівчини починає йти кров з носа, їй почали переливати кров. Кемерон повідомляє, що виявила у ректальній крові назальний епітелій. Хаус знаходить запис в медичній картці Ханни, що у неї почався висип десять днів тому. Хаус назначає лікування гранулематоз Вегенера. Чейз і Форман помічають, що пацієнтка почала швидко переводити очі з боку в бік. Лікарні думають, що вона просто спала з відкритими очима, але лікування проти Вегенера не почате, тому це новий симптом, а хвороба Вегенера неправильний діагноз. Також Хаус дізнається, що у Ханни була собака, яку їй подарувала Макс. Вона віддала її через алергію, але Хаус здогадується, що насправді вона просто хоче порвати з дівчиною. Кемерон робить тест на наявність алергії. Під час нього Кемерон виявляє, що у Ханни почалось сильна внутрішня кровотеча.
Після обстеження Форман повідомляє, що печінка дівчини мертва, тому їй необхідна пересадка. Хаус просить Макс віддати Ханні половину своєї печінки і та погоджується. Отже, у команди ще декілька днів. Хаус дає розпорядження зробити тести на гепатоцерибральну дистрофію і наявність грибів у шлунку, проте результати негативні. Під час операції у Макс трапляється зупинка серця, але її життєздатність відновлюють і пересадка закінчується успішно. Щоб поставити правильний діагноз команда припиняє лікування Ханни для того, щоб побачити справжні симптоми хвороби. У дівчини піднімається температура і починається процес відторгнення. Також Хаус помічає, що її лейкоцити підвищені. Згодом він дізнається, що собака (яку Ханна віддала) була з притулку південної частини США. Хаус здогадується, що блохи могли заразити собаку чумою, а собака Ханну. Дівчину починають лікувати, а Макс розповідає Кемерон, що знала, що Ханна збирається її покинути. Кемерон просить вибачення у Формана за свою поведінку і чекає на вибачення від нього, але той каже, що вони не друзі і йому не має за що вибачатися.